# Platforma bezkodowa

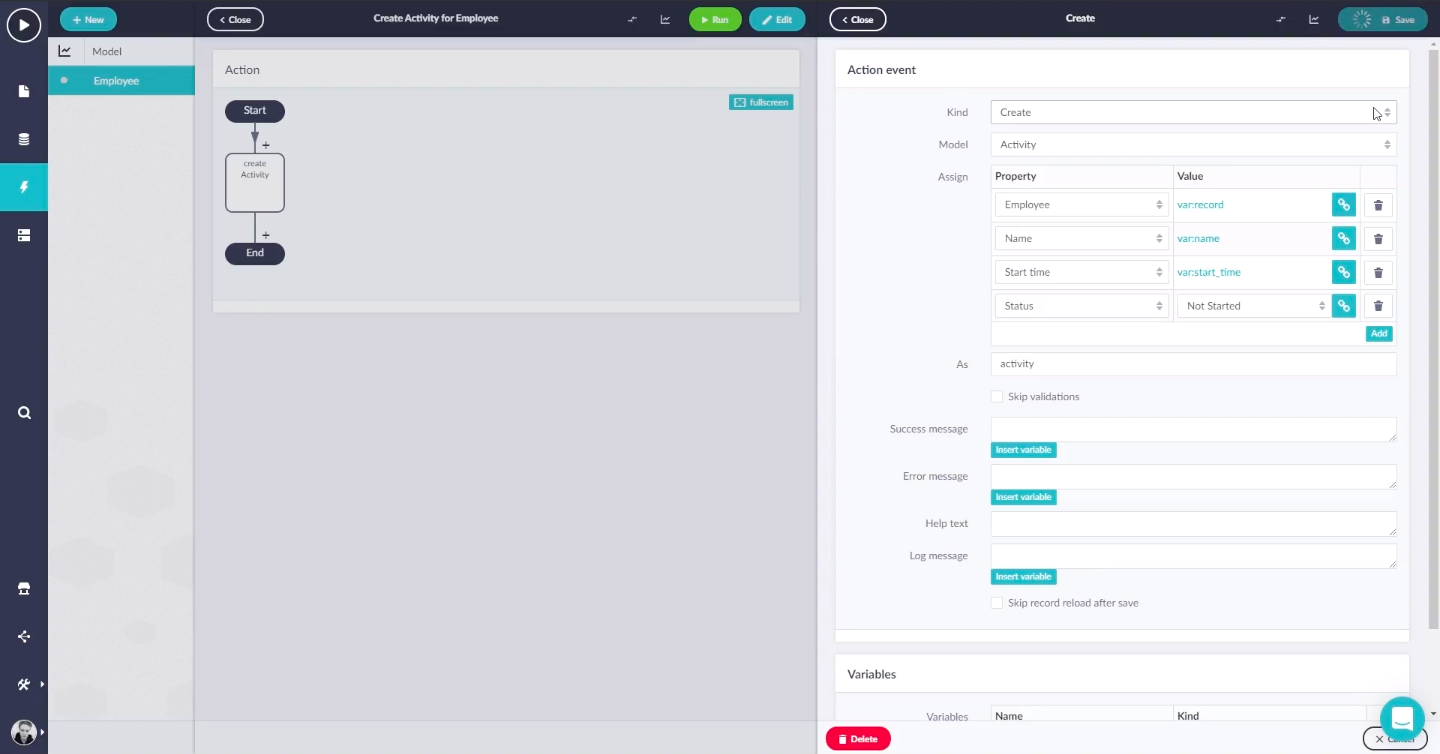
Interfejs diagramu przepływu dla Betty Blocks, platformy bezkodowej

Platforma bezkodowa (ang. no-code development platform, NCDP) – oprogramowanie umożliwiające tworzenie oprogramowania za pomocą interfejsu graficznego i konfiguracji, zamiast tradycyjnego programowania komputerowego opartego na pisaniu kodu źródłowego.
Platformy bezkodowe, podobnie jak platformy niskokodowe, mają na celu przyspieszenie tworzenia aplikacji, ale w przeciwieństwie do platform niskokodowych, tworzenie bezkodowe nie wiąże się z pisaniem kodu. Zwykle odbywa się to poprzez korzystanie z gotowych szablonów do tworzenia aplikacji. W latach 2010. popularność obu typów platform wzrosła, ponieważ firmy musiały radzić sobie z ograniczoną liczbą kompetentnych programistów.
Programowanie bezkodowe jest związane z programowaniem wizualnym i sztuczną inteligencją, dzięki której platformy bezkodowe są w stanie obsługiwać coraz bardziej skomplikowane operacje.